# Вулиця Айвазовського (Мелітополь)
Вулиця Айвазовського — вулиця в Мелітополі на Юрівці. Йде від вулиці Рєпіна до вулиці Бєлікіна. Забудована приватними будинками.

## Назва
Вулиця названа на честь Івана Айвазовського - українського та російського художника-мариніста і баталіста вірменського походження.
Поруч з вулицею знаходиться однойменний провулок Айвазовського.

## Історія
Рішення про найменування прорізаної вулиці було прийнято 15 липня 1960.